# HMS Upright (N89)
«Апрайт» (англ. HMS Upright (N89)) — британський підводний човен типу «U», друга серія, збудований на верфі Vickers-Armstrongs у Барроу-ін-Фернес. Він був закладений 6 листопада 1939 року, вступив у стрій 3 вересня 1940 року. Він був єдиним кораблем у складі Королівського флоту з такою назвою.

## Історія служби
«Апрайт» в основному ніс службу у Середземному морі, де потопив італійський протичовновий корабель «Альбатрос», італійські торгові судна «Silvia Tripcovich», «Fabio Filzi» та «Carlo del Greco», італійський легкий крейсер «Армандо Діац» та італійський буксирований сухий док. Також «Апрайт» пошкодив транспорт «Galilea». «Апрайт» здійснив невдалу атаку проти плавучого доку та торгового судна «Calino».
Рятуючись від атаки кораблів супроводу, «Апрайт» змушений був зануритись на велику глибину.
Все ж «Апрайт» пережив війну, і був проданий на злам 19 грудня 1945 року. У березні 1946 року він був розібраний на метал.